# Ari (film)
Pour les articles homonymes, voir Ari.
Pour plus de détails, voir Fiche technique et Distribution.
Ari est un film franco-belge réalisé par Léonor Serraille et sorti en 2025.
Il est sélectionné en compétition officielle à la Berlinale 2025.

## Synopsis
Ari, jeune enseignant qui vient d'être mis en arrêt de travail, se trouve jeté à la porte par son père. Seul dans la ville, il décide de renouer avec d'anciennes connaissances.

## Fiche technique
Sauf indication contraire, les informations mentionnées dans cette section peuvent être confirmées par la base de données cinématographiques Unifrance,  présente dans la section « Liens externes ».
- Titre original : Ari
- Titre de travail : Hippocampe[3],[2]
- Réalisation et scénario : Léonor Serraille
- Costumes : Céline Brelaud
- Photographie : Sébastien Buchmann
- Son : Pierre Bariaud, Niels Barletta, Charlotte Butrak et Anne Dupouy[1]
- Production : Grégoire Debailly et Sandra Da Fonseca
  - Co-production : Benoît Roland[1]
- Sociétés de production : Blue Monday Productions et Geko Films, en co-production avec Arte France et Wrong Men[4]
- Société de distribution : Condor Entertainment[5]
- Pays de production :  France,  Belgique[1]
- Langue originale : français
- Format : couleur
- Genre : drame
- Durée : 88 minutes
- Date de sortie :
  - Allemagne : 15 février 2025 (Berlinale)

## Distribution
- Andranic Manet : Ari[3],[2]
- Pascal Rénéric : le père d'Ari[1]
- Théo Delezenne : Jonas[1]
- Ryad Ferrad : Ryad[1]
- Eva Lallier Juan : Clara[1]
- Lomane de Dietrich : Aurore[1]
- Mikaël-Don Giancarli : le jardinier[1]
- Clémence Coullon : Irène[1]
- Sophie Cattani[3],[2]
- Audrey Bonnet
- Vincent Colombe

## Production

### Développement
En février 2024, Léonor Serraille est révélée en train de tourner un troisième long métrage, provisoirement intitulé Hippocampe pour Arte, avec l'acteur Andranic Manet dans le rôle d'Ari, ainsi que Pascal Rénéric et Sophie Cattani,. Mi-mars, en plus Arte, le film est produit par Grégoire Debailly pour la société Geko Films, aux côtés de Sandra Fonseca pour Blue Monday Productions. La société belge Wrong Men co-produit le film. Mi-octobre, Arte annonce la sortie du film en 2025.
Mi-février 2025, la société Condor est dévoilée pour la distribution dans les salles obscures.

### Tournage
Le tournage débute le 27 février 2024 à Lille (Nord),,. Il a également lieu à Boulogne-sur-Mer, Ambleteuse et Wimereux (Pas-de-Calais), ainsi que la Côte d’Opale.

## Accueil

### Festival

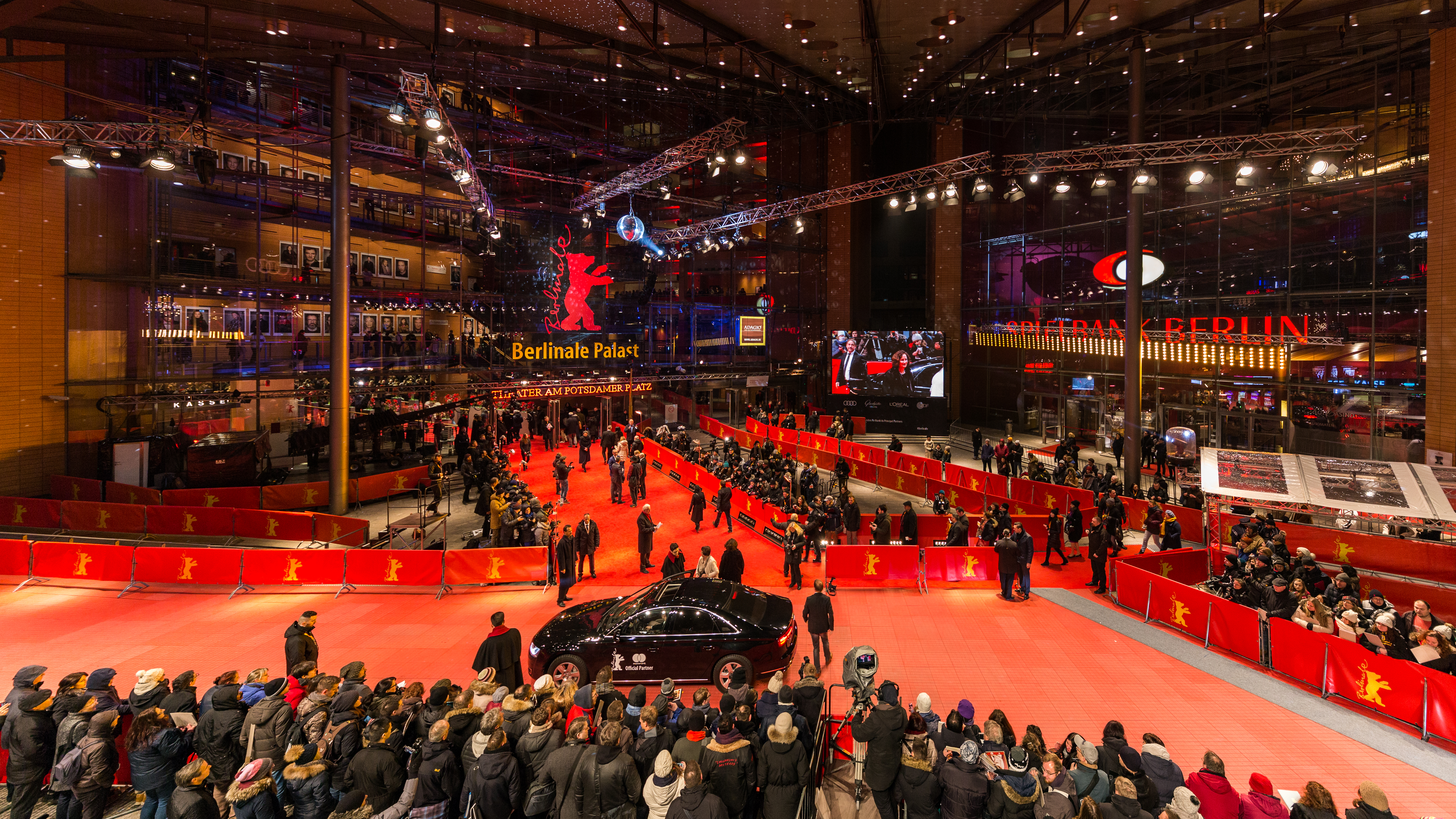
L'avant-première mondiale a leu au Theater am Potsdamer Platz.

Le 21 janvier 2025, Ari est sélectionné en compétition officielle à la Berlinale, où il projette en avant-première mondiale, le 15 février suivant, au Theater am Potsdamer Platz.

## Distinctions

### Sélection
- Berlinale 2025 : sélection officielle, en compétition[1]